# Guide de survie en territoire zombie
Le Guide de survie en territoire zombie (sous-titré ce livre peut vous sauver la vie) est un livre écrit par l'auteur américain Max Brooks et publié aux États-Unis en 2003, puis traduit en français en 2009.
Il se présente sous la forme d'un guide de survie pour le cas d'une hypothétique attaque de zombies. Il donne les bases à un citoyen lambda pour survivre en fonction de l'étendue de l'épidémie, en se fondant sur des cas « historiques » : lieux privilégiés, armes, stratégies, etc.

## Contenu
Le livre se compose de six chapitres, d'une liste d'événements à travers l'histoire étayant les dires de l'auteur ainsi que d'une dizaine de pages permettant la rédaction d'un journal de bord en cas d'attaque de morts-vivants.

### Chapitre 1: Les morts-vivants: mythes et réalités
L'auteur définit les éléments dont sont déduits les conseils donnés dans le guide. Il commence notamment avec la description du Solanum, le virus responsable de la « naissance » d'un zombie. Il aborde comment il se transmet d'un individu à l'autre (via une plaie ouverte ou le contact avec du sang ou de la salive infectée), les traitements et conduite à tenir en cas d'infection (suicide, amputation, traitements à venir). La moitié de ce chapitre est consacrée à la physiologie des zombies, leurs aptitudes ou aux différences entre un zombie vaudou et une victime du Solanum.

### Chapitre 2: Armes et techniques de combat
Les armes à disposition du lecteur moyen sont discutées et leur utilité confrontée à des situations données. Armes à feu (Carabine M1, AK-47, mitrailleuse, révolvers, etc.), armes blanches (machette, katana, etc.) et autres moyens souvent utilisés au cinéma (tronçonneuse, armes incendiaires ou pied de biche) y sont analysés et débattus. L'auteur conseille d'ailleurs le AK-47 comme arme principale, un pistolet de calibre .22 comme arme de secours et un pied de biche ou un katana comme arme de combat rapproché.

### Chapitre 3: Défense
Ce chapitre se concentre sur la façon de barricader son habitation contre des attaques modérées. Sont discutés les points forts et les points faibles des différents bâtiments (publics ou privés, immeubles ou de plain-pied), quels équipements rassembler, les réflexes à avoir et où trouver un nouvel abri.

### Chapitre 4: Fuite/Déplacements
Ce chapitre traite des règles à respecter lors d'un trajet en milieu hostile. L'auteur rappelle à plusieurs reprises que le but est principalement d'éviter les goules. Sont également abordées les spécificités des différents types de terrains et les différents moyens de transport. Si les forêts offrent un refuge dans les arbres, ceux-ci cacheront aussi un survivant des recherches aériennes. Les marais par contre sont a éviter à tout prix. Côté véhicules, une voiture, si elle offre une protection relative, risque vite d'être bloquée (panne d'essence, véhicules abandonnés dans les rues) et d'attirer les morts-vivants à cause du bruit. Un dirigeable ou un VTT permettront eux un déplacement silencieux.

### Chapitre 5: Chasse/Nettoyage
Les chapitres précédents étant centrés sur la notion d'éviter à tout prix les zombies, ce chapitre se concentre spécifiquement sur les méthodes visant à attaquer les monstres pour les détruire et ainsi nettoyer une zone. Des exemples d'équipements et des stratégies sont dispensés pour chaque type de terrain : rural, urbain et même aquatique (au fond d'un lac par exemple).

### Chapitre 6: Vivre dans un monde envahi par les zombies
La survie dans un monde post-apocalyptique où les zombies sont devenus l'espèce dominante sur Terre est abordée. Les conseils de ce chapitre sont adaptés des conseils précédents, mais en considérant l'étendue de l'épidémie au niveau mondial (les chapitres précédents se concentraient sur une diffusion plus limitée du virus). Max Brooks explique que cette partie du livre ne concerne qu'un cas quasi impossible et se concentre sur la création d'une nouvelle civilisation, autonome, à l'écart de la civilisation actuelle et des éléments à considérer pour se protéger non seulement des zombies, mais également des pillards.

### Liste des épidémies recensées
Le guide se conclut avec une liste de faits, réels ou supposés, censés étayer la réalité d'attaques de morts-vivants à travers l'Histoire. La plus vieille attaque rapportée se situe en 60000 Av. J.C. à Katanda en Afrique Centrale, bien que l'auteur exprime des doutes quant à sa véracité. En revanche, il présente le cas, qu'il date à 3000 av. J.C. et situe à Hieraconpolis en Égypte, comme étant la première instance vérifiable d'attaque de mort vivants. La référence la plus récente est datée en 2002 à St Thomas, dans les Îles Vierges des États-Unis. 

### Appendice : Journal de bord en cas d'épidémie
Cette partie commence par un exemple de page pour un journal de bord visant à suivre les attaques de zombies. La première page donne l'exemple d'une page remplie d'après les informations d'une télévision locale couvrant une offensive de morts-vivants. Les pages suivantes sont vides, pour permettre au lecteur de tenir son propre journal.

## Produits dérivés
Un comics, adapté de la partie « épidémies recensées », est paru aux États-Unis en 2009.